# Symphonie no 59 de Joseph Haydn

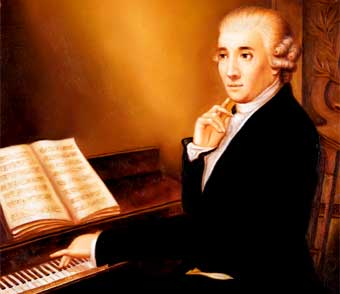
Joseph Haydn

La Symphonie no 59 de Joseph Haydn surnommée le feu (Feuersinfonie) en la majeur Hob.59 est une symphonie du compositeur autrichien Joseph Haydn. Composée en 1769, elle comporte quatre mouvements.

## Analyse de l'œuvre
1. Presto
2. Andante
3. Menuet
4. Allegro

Durée approximative : 22 minutes.

## Instrumentation
- deux hautbois, un basson, deux cors, cordes, continuo.